# Larry Garner

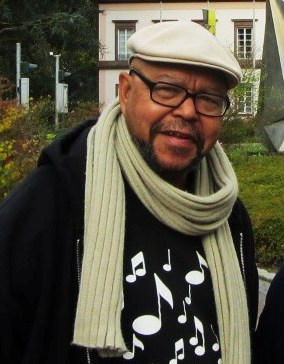
Larry Garner (2013)

Larry Garner (* 8. Juli 1952, New Orleans, Louisiana) ist ein US-amerikanischer Gitarrist, Sänger und Songwriter des Louisiana Blues.

## Biographie
Garner wuchs in Baton Rouge auf. Dort wurde er von dem Gitarre spielenden Prediger Reverend Utah Smith inspiriert. Garner machte die Bekanntschaft dortiger Bluesmusiker wie Lonesome Sundown, Silas Hogan, Guitar Kelley und Tabby Thomas. Musikalisch beeinflusst wurde er von Hogan, Clarence Edwards, Jimi Hendrix und Henry Gray. Larry Garner erhielt privaten Gitarrenunterricht, unter anderem von seinem Onkel. Nachdem er seinen Militärdienst in Korea absolviert hatte, kehrte er nach Baton Rouge zurück. Er arbeitete zeitweise als Musiker, während er gleichzeitig Vollzeitangestellter bei Dow Chemical war.
Garner gewann im Jahr 1988 die International Blues Challenge. Seine ersten beiden Alben Double Dues und Too Blues erschienen bei dem britischen Label JSP Records. Der Titel des Albums Too Blues war eine Anspielung auf die Bemerkung eines Mitarbeiters von JSP, die von Garner eingereichte Demoversion sei too blues. Der Club von Tabby Thomas, Tabby’s Blues Box, gab Garner in den 1980er Jahren die Möglichkeit zu regelmäßigen Auftritten und stellte auch das Thema für den stärksten Song auf Double Dues, No Free Rides.
Auf You Need to Live a Little (1996) folgte Standing Room Only (1998), Baton Rouge (1999) und im Jahr 2000 Once Upon the Blues. Auf dem Album Baton Rouge lieferte Go To Baton Rouge einen Wegweiser zu einigen für die Musik bedeutenden Orten in Louisiana.
Im Jahr 2008 war Larry Garner ernsthaft erkrankt, was er in seinem im selben Jahr erschienenen Album Here Today Gone Tomorrow verarbeitete.

## Diskographie
Alle acht Alben von Larry Garner erschienen auf europäischen Labels:
- Too Blues (1994) – JSP Records (ausgezeichnet mit dem Prix Big Bill Broonzy)
- Double Dues (1995) – JSP Records
- Baton Rouge (1995) – Verve/Polydor/Polygram S.A. France und (1999) – Evidence
- You Need to Live a Little (1996) – Polygram
- Standing Room Only (1998) – Ruf
- Once Upon the Blues (2000) – Ruf
- Embarrassment to the Blues? (2002) – Live-Album – Ruf
- Here Today Gone Tomorrow (2008) – Dixiefrog
- Larry Garner, Norman Beaker and Friends – Live at the Tivoli (2010) (aufgezeichnet im Tivoli Theatre, Wimborne am 8. Oktober 2009)
- Blues For Sale (2012) – Dixiefrog